# Kamychine
Kamychine (en russe : Камышин) est une ville de l'oblast de Volgograd, en Russie. Sa population s'élevait à 111 775 habitants en 2017.

## Géographie
La ville est située sur la rive droite du réservoir de Volgograd, sur le cours de la Volga, dans l'estuaire de la rivière Kamychinka. Kamychine se trouve à 167 km au nord de Volgograd et à 175 km au sud de Saratov.

### Climat
| Mois                              | jan.  | fév.  | mars | avril | mai  | juin | jui. | août | sep. | oct. | nov. | déc. | année |
| --------------------------------- | ----- | ----- | ---- | ----- | ---- | ---- | ---- | ---- | ---- | ---- | ---- | ---- | ----- |
| Température minimale moyenne (°C) | −11,2 | −11,7 | −5,6 | 4,1   | 10,8 | 15,9 | 18,2 | 16,6 | 10,7 | 3,6  | −3,2 | −8,5 | 3,3   |
| Température moyenne (°C)          | −8,3  | −8,4  | −2   | 9,1   | 16,3 | 21,5 | 23,9 | 22,2 | 15,7 | 7,5  | −0,4 | −5,9 | 7,6   |
| Température maximale moyenne (°C) | −5,4  | −5,1  | 1,6  | 14,1  | 21,8 | 27   | 29,5 | 27,7 | 20,7 | 11,5 | 2,4  | −3,2 | 11,9  |

## Histoire
Kamychine fut fondée en 1668 sur la rive gauche de la rivière Kamychinka. En 1710, toute sa population est transférée dans la forteresse, sur la rive opposée de la rivière. Cette localité est d'abord nommée Dmitrievski. En 1780, le nom est changé en Kamychine. Au XIXe siècle, la ville devient une cité commerçante avec des scieries et des moulins à vent. Elle a longtemps été célèbre pour son commerce de pastèques.
Elle a abrité une communauté importante d'Allemands de la Volga et de leurs descendants revenus de déportation d'Asie centrale après la dislocation de l'URSS, mais la plupart ont émigré ensuite en Allemagne. Leur église catholique dédiée à sainte Thérèse de l'Enfant-Jésus témoigne de cette histoire. Elle a été construite pendant leur temps libre par des ouvriers slovaques envoyés pour des chantiers à Kamychine. Il y avait encore un millier d'Allemands de la Volga à Kamychine en 2010.

## Population
Recensements (*) ou estimations de la population
| 1856   | 1897*  | 1926*  | 1939*  | 1959*  | 1970*  |
| ------ | ------ | ------ | ------ | ------ | ------ |
| 10 400 | 16 264 | 18 375 | 23 981 | 56 511 | 97 242 |

| 1979*   | 1989*   | 2002*   | 2010*   | 2012    | 2013    |
| ------- | ------- | ------- | ------- | ------- | ------- |
| 111 565 | 122 463 | 127 891 | 119 565 | 117 983 | 116 724 |

| 2014    | 2015    | 2016    | 2017    | - | - |
| ------- | ------- | ------- | ------- | - | - |
| 115 070 | 113 402 | 112 501 | 111 775 | - | - |

## Sport
La ville abrite le club de football du Tekstilchtchik Kamychine, qui a notamment évolué en première division russe entre 1992 et 1996.

## Personnalités
Sont nés à Kamychine :
- Victor Tchernov (1873-1952) : homme politique.
- Alekseï Petrovitch Maressiev (1916-2001) : as de l'aviation soviétique de la Seconde Guerre mondiale.
- Denis Kolodine (°1982) : footballeur.